# Mammillaria candida
Mammillaria candida är en kaktusväxtart som beskrevs av Michael Joseph François Scheidweiler. Mammillaria candida ingår i släktet Mammillaria och familjen kaktusväxter. Inga underarter finns listade i Catalogue of Life.

## Bildgalleri

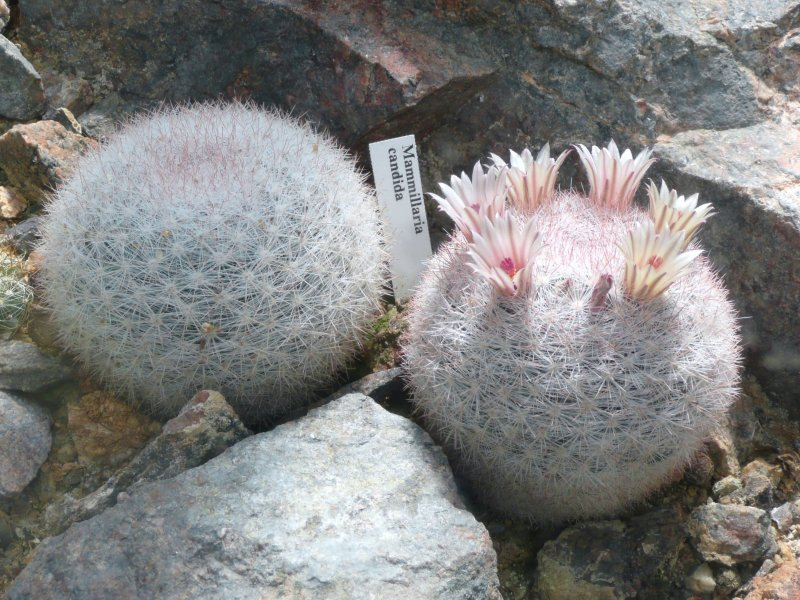
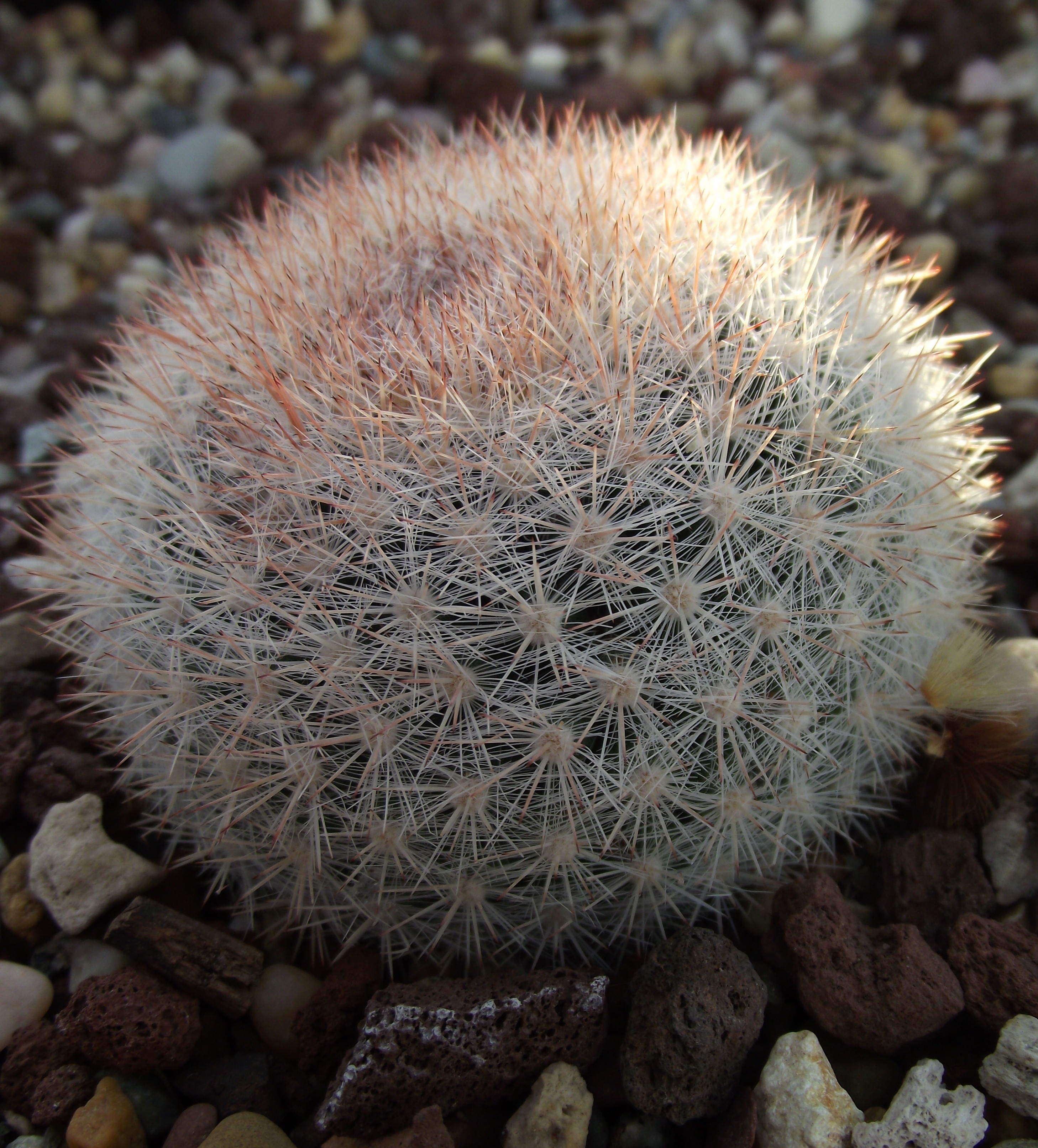
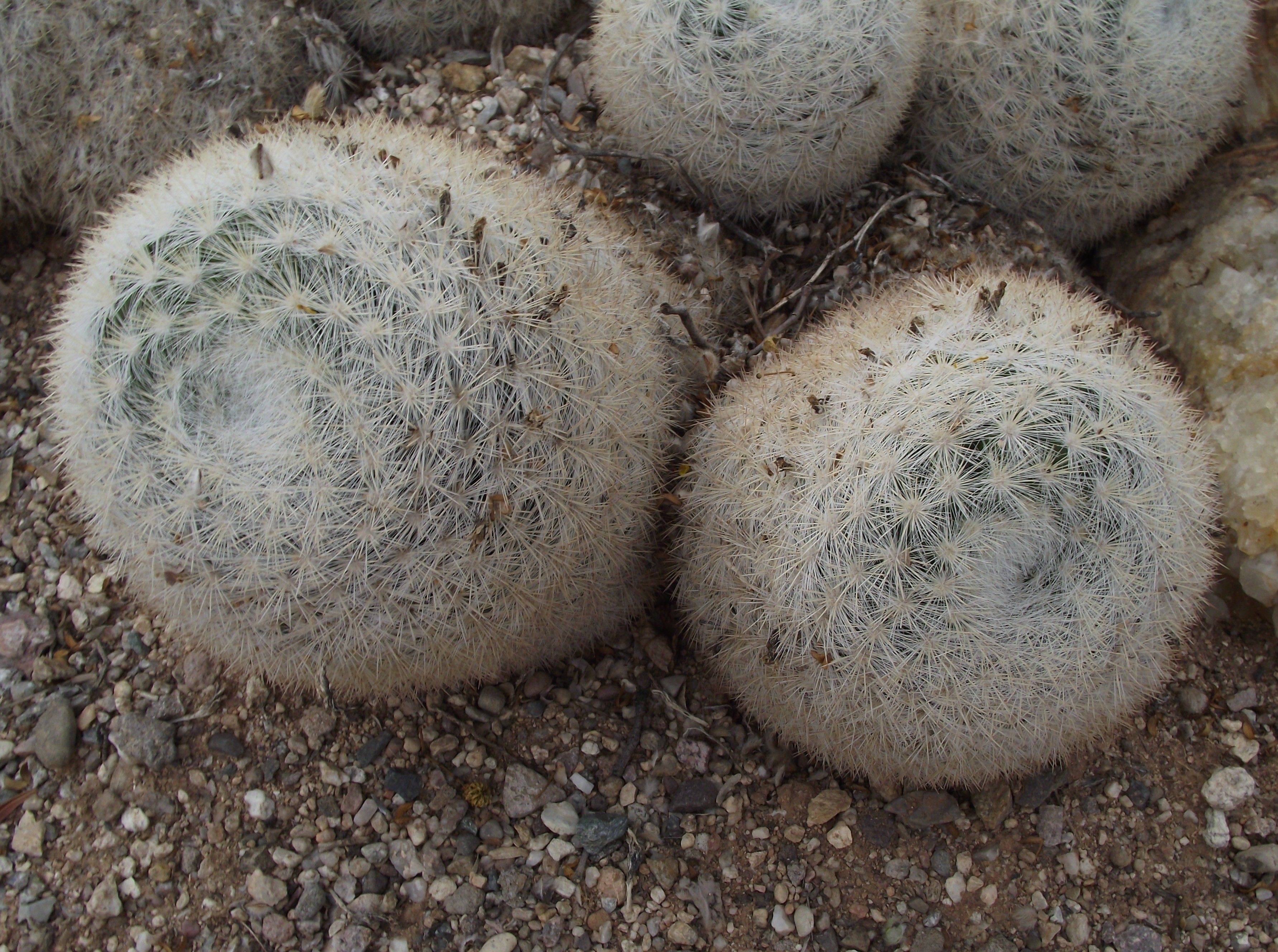
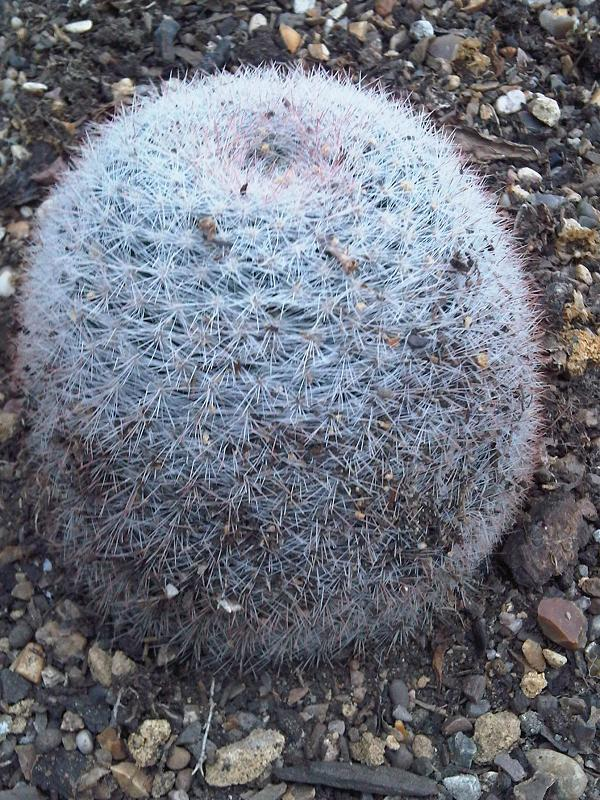
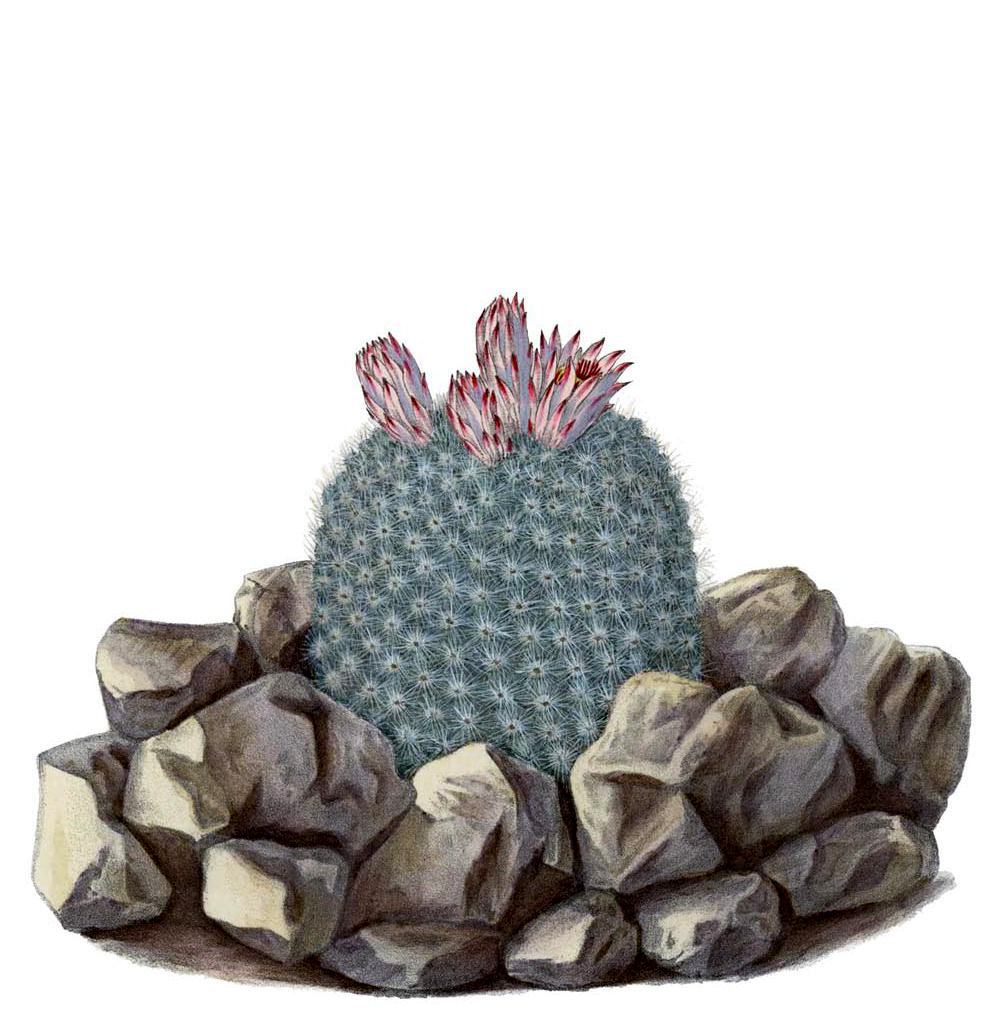